# Nosodomodes rotundicollis
Nosodomodes rotundicollis is een keversoort uit de familie somberkevers (Zopheridae). De wetenschappelijke naam van de soort werd in 1897 gepubliceerd door Maurice Pic.